# The Kinks

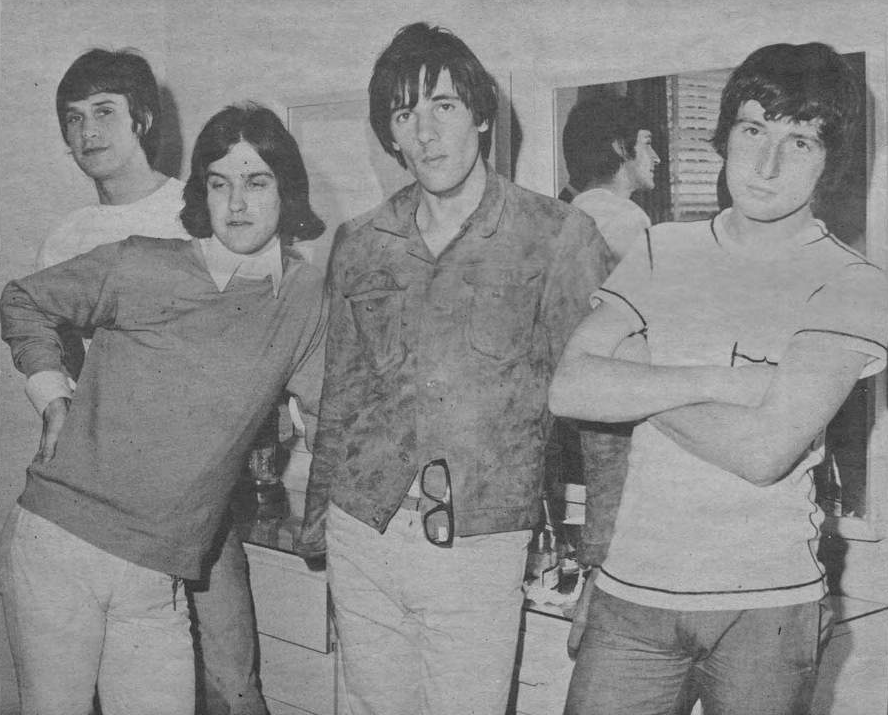
The Kinks in 1965. Ray Davies, Dave Davies, Mick Avory, Pete Quaife

The Kinks was een Engelse rockgroep opgericht in 1963 met singer-songwriter Ray Davies, zijn broer leadgitarist en zanger Dave Davies en bassist Pete Quaife. De nummers uit hun beginperiode waren toonaangevend voor de rock-'n-roll in het midden van de jaren zestig en albums zoals Face to Face, Something Else, Village Green, Arthur en Muswell Hillbillies staan dan ook hoog aangeschreven bij fans en muziekcritici.

## Geschiedenis
Begin jaren zestig besloten twee broers uit Muswell Hill (Noord-Londen), Ray en Dave Davies, een professionele band te beginnen. Eind jaren vijftig hadden de broers in de pub The Clissold Arms hun debuut gemaakt als duo. Terwijl Ray, de oudere broer, vervolgens de kunstacademie bezocht, probeerde Dave met buurtgenoot en vriend Pete Quaife een band op te richten. De naam van de groep wisselde voortdurend en was vaak afhankelijk van diegene die een optreden wist te regelen. Af en toe werden ze door Ray bijgestaan op de piano. Nadat in de zomer van 1963 Ray definitief toetrad tot de band en drummer Mick Avory werd aangenomen noemde de band zich The Ravens, wat men in het voorjaar van 1964 op advies van manager Larry Page veranderde in The Kinks. Volgens Ray was de naam afgeleid van een uitspraak van Page nadat hij Ray op een dag in een eigenaardige kledingcombinatie de studio zag binnenlopen: 'You look like a Kink!'
Al gauw boekten ze succes met nummers zoals You Really Got Me en All Day and All of the Night. The Kinks scoorden veel hits in Nederland en België, waaronder Tired of Waiting for You, Dedicated Follower of Fashion, Dandy, Waterloo Sunset en Days. Hun grootste succes hadden zij met het nummer "Lola", dat zowel in studio- als liveversie de eerste plek in de Nederlandse Top 40 wist te halen en in totaal zeven weken op nummer 1 stond.
Na afloop van hun tournee door de Verenigde Staten in de zomer van 1965 werd hen door de Amerikaanse regering vanwege onprofessioneel gedrag gedurende een periode van vier jaar de toegang tot de VS ontzegd. Dit zorgde ervoor dat The Kinks werden uitgesloten van de grootste afzetmarkt voor muziek op een moment dat in de VS de zogenaamde Britse invasie op zijn hoogtepunt was en ze kwamen hierdoor enigszins buiten het hele hippiegebeuren van de late jaren zestig te staan.
Ray Davies, de bandleider en liedjesschrijver, ging vanaf 1966 steeds meer nostalgische en introspectieve nummers schrijven. Muzikaal werden de liedjes van The Kinks steeds minder bepaald door ruige rhythm-and-blues-invloeden en meer door typisch Britse muziektradities als music hall en Engelse volksmuziek. Deze verandering van oriëntatie betekende geenszins dat de kwaliteit van de muziek van The Kinks erop achteruitging. In de periode 1966-1971 maakten ze volgens velen zelfs hun beste werk. The Kinks was een van de eerste bands die een conceptalbum heeft uitgebracht, te weten The Village Green Preservation Society uit 1968.
In 1970 hadden The Kinks een grote wereldhit met Lola. In 1972 scoorden ze opnieuw met het nummer Supersonic Rocket Ship, maar het volgens sommigen superieure Celluloid Heroes ging roemloos ten onder.
De meeste albums van The Kinks tot 1975 waren conceptalbums en rockopera's. Daarna gingen ze zich opnieuw meer op hardrock richten. Precies 10 jaar na het laatste succes met Supersonic Rocket Ship scoorde de groep in Amerika een top 10-hit met het nummer Come Dancing. Hierna volgden ook Engeland en de rest van Europa. Het succes werd niet op deze schaal gecontinueerd, al had de groep met de opvolgende single Don't Forget to Dance in 1983 een top 10-hit in Oostenrijk. Beide voornoemde singles kwamen van het album State of Confusion. Dit album was tevens een afsluiting van een zeer succesvolle periode die begon in 1977 met het uitbrengen van het Sleepwalker-album. Toen in 1984 het album Word of Mouth uitkwam was de relatie tussen de broers Ray en Dave zo slecht dat Dave weigerde te toeren. Hierdoor stagneerde de opgaande succesvolle lijn die de groep vanaf 1977 had gekend. Ondanks alles bleven ze tot in de jaren negentig albums maken, maar het niveau van de jaren zestig en vroege jaren zeventig zouden ze niet meer halen.
Ray Davies geeft nog regelmatig soloconcerten.

## Trivia
Het nummer Schooldays van het album Schoolboys in Disgrace uit 1975 is gebruikt als intromuziek van Nederlandse comedyserie De Luizenmoeder.

## Discografie

### Albums
| Album met eventuele hitnotering(en) in de Nederlandse Album Top 100 | Datum van verschijnen | Datum van binnenkomst | Hoogste positie | Aantal weken | Opmerkingen              |
| ------------------------------------------------------------------- | --------------------- | --------------------- | --------------- | ------------ | ------------------------ |
| The Kinks                                                           | 1964                  | -                     |                 |              |                          |
| Kinda Kinks                                                         | 1965                  | -                     |                 |              |                          |
| Kinks-Size                                                          | 1965                  | -                     |                 |              |                          |
| Kinks in Germany                                                    | 1965                  | -                     |                 |              |                          |
| Kinkdom                                                             | 1965                  | -                     |                 |              |                          |
| The Kink Kontroversy                                                | 1965                  | -                     |                 |              |                          |
| Face to Face                                                        | 1966                  | -                     |                 |              |                          |
| The Kinks' Greatest Hits                                            | 1966                  | -                     |                 |              | Verzamelalbum            |
| Something Else by The Kinks                                         | 1967                  | -                     |                 |              |                          |
| Live at Kelvin Hall                                                 | 1968                  | -                     |                 |              | Livealbum                |
| The Kinks Are the Village Green Preservation Society                | 1968                  | -                     |                 |              |                          |
| Arthur (Or the Decline and Fall of the British Empire)              | 1969                  | -                     |                 |              |                          |
| Lola versus Powerman and the Moneygoround, Part One                 | 1970                  | -                     |                 |              |                          |
| The Kinks aka The Black Album                                       | 1970                  | -                     |                 |              | Verzamelalbum            |
| Percy                                                               | 1971                  | -                     |                 |              |                          |
| Muswell Hillbillies                                                 | 1971                  | -                     |                 |              |                          |
| Everybody's in Showbiz                                              | 1972                  | -                     |                 |              |                          |
| The Kink Kronikles                                                  | 1972                  | -                     |                 |              | Verzamelalbum            |
| The Great Lost Kinks Album                                          | 1973                  | -                     |                 |              | Verzamelalbum            |
| Preservation, Act 1                                                 | 1973                  | -                     |                 |              |                          |
| Preservation, Act 2                                                 | 1974                  | -                     |                 |              |                          |
| Soap Opera                                                          | 1975                  | -                     |                 |              |                          |
| The Kinks' Greatest - Celluloid Heroes                              | 1976                  | -                     |                 |              | Verzamelalbum            |
| Schoolboys in Disgrace                                              | 1975                  | -                     |                 |              |                          |
| Sleepwalker                                                         | 1977                  | -                     |                 |              |                          |
| Misfits                                                             | 1978                  | -                     |                 |              |                          |
| Low Budget                                                          | 1979                  | -                     |                 |              |                          |
| One for the Road                                                    | 1980                  | 20-12-1980            | 10              | 13           | Livealbum                |
| Give the People What They Want                                      | 1981                  | -                     |                 |              |                          |
| State of Confusion                                                  | 1983                  | -                     |                 |              |                          |
| Word of Mouth                                                       | 1984                  | -                     |                 |              |                          |
| Think Visual                                                        | 1986                  | -                     |                 |              |                          |
| Come Dancing with The Kinks / The Best of The Kinks 1977-1986       | 1986                  | -                     |                 |              | Verzamelalbum            |
| The Road                                                            | 1988                  | -                     |                 |              |                          |
| UK Jive                                                             | 1989                  | -                     |                 |              |                          |
| Did ya                                                              | 1991                  | -                     |                 |              |                          |
| Lost and Found (1986-89)                                            | 1991                  | -                     |                 |              | Verzamelalbum            |
| Greatest hits                                                       | 1991                  | 07-12-1991            | 47              | 6            | Verzamelalbum            |
| Phobia                                                              | 1993                  | -                     |                 |              |                          |
| To the Bone                                                         | 1996                  | -                     |                 |              |                          |
| BBC Sessions 1964-1977                                              | 2001                  | -                     |                 |              | Verzamelalbum            |
| The Ultimate Collection                                             | 2002                  | -                     |                 |              | Verzamelalbum            |
| Picture book boxed set                                              | 2008                  | -                     |                 |              | Verzamelalbum            |
| Kinks Kollekted - Complete History 1964 - 1994                      | 2011                  | 20-08-2011            | 10              | 11           | Verzamelalbum / 3-cd box |
| The Kinks at the BBC                                                | 2012                  | 18-08-2012            | 60              | 1*           |                          |

| Album met hitnotering(en) in de Vlaamse Ultratop 200 albums | Datum van verschijnen | Datum van binnenkomst | Hoogste positie | Aantal weken | Opmerkingen |
| ----------------------------------------------------------- | --------------------- | --------------------- | --------------- | ------------ | ----------- |
| The Kinks at the BBC                                        | 2012                  | 18-08-2012            | 178             | 1*           |             |

### Singles
| Single met eventuele hitnotering(en) in de Nederlandse Top 40 | Datum van verschijnen | Datum van binnenkomst | Hoogste positie | Aantal weken | Opmerkingen                            |
| ------------------------------------------------------------- | --------------------- | --------------------- | --------------- | ------------ | -------------------------------------- |
| Pre-top 40                                                    |                       |                       |                 |              |                                        |
| You Really Got Me                                             | 1964                  | 03-10-1964            | 23              | 10           |                                        |
| Tijd voor Teenagers Top 10                                    |                       |                       |                 |              |                                        |
| All Day and All of the Night                                  | 1964                  | 05-12-1964            | 9               | 2            |                                        |
| Top 40                                                        |                       |                       |                 |              |                                        |
| All Day and All of the Night                                  | 1964                  | 02-01-1965            | 17              | 8            |                                        |
| Tired of Waiting for You                                      | 1965                  | 27-02-1965            | 18              | 8            |                                        |
| Everybody's Gonna Be Happy                                    | 1965                  | 24-04-1965            | 28              | 3            |                                        |
| Set Me Free                                                   | 1965                  | 19-06-1965            | 12              | 10           |                                        |
| See My Friend                                                 | 1965                  | 28-08-1965            | 26              | 6            |                                        |
| A Well Respected Man                                          | 1965                  | 06-11-1965            | 8               | 16           | #6 in de Single Top 100                |
| Till the End of the Day                                       | 1965                  | 25-12-1965            | 4               | 14           | #6 in de Single Top 100                |
| Dedicated Follower of Fashion                                 | 1966                  | 19-03-1966            | 1(3wk)          | 15           | #1 in de Single Top 100                |
| Sunny Afternoon                                               | 1966                  | 02-07-1966            | 1(4wk)          | 12           | #1 in de Single Top 100                |
| Dandy                                                         | 1966                  | 08-10-1966            | 3               | 15           | #2 in de Single Top 100                |
| Dead End Street                                               | 1966                  | 03-12-1966            | 5               | 10           | #4 in de Single Top 100                |
| Mr. Pleasant                                                  | 1967                  | 29-04-1967            | 2               | 12           | #2 in de Single Top 100                |
| Waterloo Sunset                                               | 1967                  | 27-05-1967            | 1(1wk)          | 12           | #1 in de Single Top 100                |
| Autumn Almanac                                                | 1967                  | 04-11-1967            | 6               | 9            | #5 in de Single Top 100                |
| Wonder Boy                                                    | 1968                  | 27-04-1968            | 6               | 9            | #4 in de Single Top 100                |
| Days                                                          | 1968                  | 20-07-1968            | 7               | 9            | #6 in de Single Top 100                |
| Starstruck                                                    | 1968                  | 16-11-1968            | 13              | 8            | #9 in de Single Top 100                |
| Plastic Man                                                   | 1969                  | 19-04-1969            | 17              | 5            | #16 in de Single Top 100               |
| Drivin'                                                       | 1969                  | 28-06-1969            | tip3            | -            |                                        |
| Shangrila                                                     | 1969                  | 18-10-1969            | 27              | 4            | #24 in de Single Top 100               |
| Victoria                                                      | 1969                  | 20-12-1969            | tip28           | -            |                                        |
| Lola                                                          | 1970                  | 01-08-1970            | 1(3wk)          | 17           | #1 in de Single Top 100                |
| Apeman                                                        | 1970                  | 19-12-1970            | 14              | 8            | #9 in de Single Top 100                |
| Twentieth Century Man                                         | 1972                  | 22-01-1972            | tip14           | -            |                                        |
| Supersonic Rocket Ship                                        | 1972                  | 24-06-1972            | 29              | 3            | #25 in de Single Top 100               |
| Celluloid Heroes                                              | 1973                  | 06-01-1973            | tip13           | -            |                                        |
| Sitting in the Midday Sun                                     | 1973                  | 08-09-1973            | tip14           | -            |                                        |
| Lola (Live)                                                   | 1980                  | 29-11-1980            | 1(4wk)          | 13           | #1 in de Single Top 100 / Alarmschijf  |
| Come Dancing                                                  | 1983                  | 07-05-1983            | 25              | 4            | #29 in de Single Top 100 / Alarmschijf |
| Don't Forget to Dance                                         | 1983                  | 22-10-1983            | tip15           | -            |                                        |
| How Are You?                                                  | 1986                  | 06-12-1986            | tip14           | -            |                                        |

| Single met hitnotering(en) in de Vlaamse Ultratop 50 | Datum van verschijnen | Datum van binnenkomst | Hoogste positie | Aantal weken | Opmerkingen              |
| ---------------------------------------------------- | --------------------- | --------------------- | --------------- | ------------ | ------------------------ |
| Lola                                                 | 1970                  | -                     |                 |              | #2 in de Radio 2 Top 30  |
| Apeman                                               | 1970                  | -                     |                 |              | #14 in de Radio 2 Top 30 |
| Come Dancing                                         | 1983                  | -                     |                 |              | #18 in de Radio 2 Top 30 |

### NPO Radio 2 Top 2000
| Nummers met noteringen in de NPO Radio 2 Top 2000 | '99  | '00  | '01  | '02  | '03  | '04  | '05  | '06  | '07  | '08  | '09  | '10  | '11  | '12  | '13  | '14  | '15  | '16  | '17  | '18  | '19  | '20  | '21  | '22  | '23  | '24  |
| ------------------------------------------------- | ---- | ---- | ---- | ---- | ---- | ---- | ---- | ---- | ---- | ---- | ---- | ---- | ---- | ---- | ---- | ---- | ---- | ---- | ---- | ---- | ---- | ---- | ---- | ---- | ---- | ---- |
| All Day and All of the Night                      | 1107 | 1361 | 1493 | 1983 | 1832 | 1624 | -    | 1796 | 1904 | 1829 | 1635 | 1791 | 1738 | 1518 | 1489 | -    | -    | -    | -    | -    | -    | -    | -    | -    | -    | -    |
| Celluloid Heroes                                  | 588  | 102  | -    | 520  | 560  | 605  | 664  | 618  | 638  | 601  | 822  | 993  | 991  | 1176 | 1044 | 1130 | 1438 | -    | -    | -    | -    | -    | -    | -    | -    | -    |
| Come Dancing                                      | -    | 679  | -    | -    | -    | -    | -    | -    | -    | -    | -    | -    | -    | -    | -    | -    | -    | -    | -    | -    | -    | -    | -    | -    | -    | -    |
| Dandy                                             | -    | 819  | -    | -    | -    | -    | -    | -    | -    | -    | -    | -    | -    | -    | -    | -    | -    | -    | -    | -    | -    | -    | -    | -    | -    | -    |
| Days                                              | 885  | 159  | 1127 | 1115 | 1234 | 1386 | 1689 | 1287 | 1458 | 1308 | 1447 | 1557 | 1668 | 1641 | 1480 | 1509 | 1791 | -    | -    | -    | -    | -    | -    | -    | -    | -    |
| Dead End Street                                   | 1436 | 340  | 1783 | -    | 1934 | 1749 | 1830 | 1681 | -    | 1915 | -    | -    | -    | -    | -    | -    | -    | -    | -    | -    | -    | -    | -    | -    | -    | -    |
| Dedicated Follower of Fashion                     | 951  | 587  | 1240 | 1587 | 1435 | 1379 | 1482 | 1412 | 1609 | 1431 | 1318 | 1538 | 1833 | 1953 | 1746 | 1925 | -    | -    | -    | -    | -    | -    | -    | -    | -    | -    |
| Lola (live)                                       | -    | -    | -    | -    | -    | -    | -    | -    | -    | -    | -    | -    | -    | -    | -    | -    | 1349 | 1021 | 1297 | 545  | 489  | 551  | 559  | 641  | 648  | 819  |
| Lola                                              | 130  | 85   | 156  | 205  | 181  | 188  | 265  | 227  | 361  | 222  | 242  | 245  | 276  | 424  | 346  | 375  | 569  | 688  | 637  | -    | -    | -    | -    | -    | -    | -    |
| Mister Pleasant                                   | -    | 418  | 1412 | 1503 | 1755 | 1534 | 1547 | 1417 | 1819 | 1544 | 1756 | 1858 | -    | -    | -    | -    | -    | -    | -    | -    | -    | -    | -    | -    | -    | -    |
| Shangri-La                                        | 1231 | 962  | -    | -    | -    | -    | -    | -    | -    | -    | -    | -    | -    | -    | -    | -    | -    | -    | -    | -    | -    | -    | -    | -    | -    | -    |
| Sunny Afternoon                                   | 1030 | 600  | 826  | 884  | 990  | 909  | 1079 | 877  | 1239 | 970  | 825  | 1030 | 1080 | 1205 | 1106 | 1191 | 1567 | 1677 | 1685 | 1779 | 1736 | 1892 | 1981 | -    | -    | -    |
| Till the End of the Day                           | -    | 1229 | 1573 | 1626 | -    | 1774 | -    | 1902 | -    | -    | -    | -    | -    | -    | -    | -    | -    | -    | -    | -    | -    | -    | -    | -    | -    | -    |
| Tired of Waiting for You                          | 1732 | 1640 | -    | -    | -    | -    | -    | -    | -    | -    | -    | -    | -    | -    | -    | -    | -    | -    | -    | -    | -    | -    | -    | -    | -    | -    |
| Waterloo Sunset                                   | 722  | 772  | 663  | 996  | 738  | 857  | 888  | 750  | 770  | 764  | 830  | 881  | 998  | 909  | 930  | 1002 | 1210 | 1364 | 1469 | 1608 | 1592 | 1683 | 1748 | 1823 | 1959 | 1895 |
| Where Have All the Good times Gone                | -    | 1954 | -    | -    | -    | -    | -    | -    | -    | -    | -    | -    | -    | -    | -    | -    | -    | -    | -    | -    | -    | -    | -    | -    | -    | -    |
| You Really Got Me                                 | 861  | 503  | 1289 | 1173 | 1392 | 1162 | 1396 | 1378 | 1527 | 1347 | 1048 | 1255 | 1131 | 1255 | 1050 | 1324 | 1394 | 1612 | 1842 | -    | -    | -    | -    | -    | -    | -    |

1. ↑  Een '-' betekent dat het nummer niet was genoteerd en een vetgedrukt getal geeft de hoogste notering van een nummer aan.

### Dvd's
- 2011: Kinks Kollekted (dvd met clips voorzien van het geluid van cd's, Universal)

| Dvd's met hitnoteringen in de Nederlandse Music Top 30 | Datum van verschijnen | Datum van binnenkomst | Hoogste positie | Aantal weken | Opmerkingen |
| ------------------------------------------------------ | --------------------- | --------------------- | --------------- | ------------ | ----------- |
| Kinks - Kollekted 1964-1983                            | 2011                  | 27-08-2011            | 5               | 9            |             |